# Trans efekt
Jako trans efekt se v anorganické chemii označuje vlastnost ligandů, které jsou v konfiguraci trans reaktivnější než některé jiné ligandy. Bývá přičítán elektronovým efektům a nejlépe je popsán u čtvercových rovinných komplexních sloučenin, byl však pozorován i u oktaedrických komplexů. Obdobným jevem je cis efekt u karbonylových komplexů, jenž se ovšem nejčastěji vyskytuje u oktaedrických komplexů přechodných kovů.
Kromě tohoto kinetického trans efektu mají trans ligandy také vliv na základní stavy molekul, například na délku a stabilitu vazeb. Někdy se pro tento jev používá označení trans vliv, aby byl odlišen od kinetického efektu, zatímco jindy se popisuje jako strukturní trans efekt nebo termodynamický trans efekt.

## Kinetický trans efekt
Intenzita trans efektu (měřená jako nárůst rychlosti substituce u trans ligandu) roste v následující řadě:
F−, H2O, OH− < NH3 < py < Cl− < Br− < I−, SCN−, NO −
2 , SC(NH2)2, Ph− < SO 2−
3  < PR3, AsR3, SR2, CH3− < H−, NO, CO, CN−, C2H4
Příkladem trans efektu je příprava cisplatiny a transplatiny.
Výchozím materiálem je PtCl42−, první NH3 ligand se na čtyři ekvivalentní pozice váže náhodně; vzhledem k tomu, že Cl− má silnější trans efekt než NH3, tak se druhý NH3 naváže do polohy trans vůči Cl− a tedy cis oproti prvnímu NH3.
Pokud by se začalo u Pt(NH3)42+, tak by vznikal trans produkt:
Trans efekt u čtvercových komplexů lze vysvětlit pomocí adičně/eliminačního mechanismu, jehož meziproduktem je trigonální bipyramida. Ligandy se silnějším trans efektem obecně mají vysokou π kyselost (například fosfiny) nebo slabé odpudivé síly mezi volným elektronovým párem a dπ elektrony (což jsou mimo jiné hydridy), které upřednostňují u meziproduktu více π-zásaditá místa. Druhá ekvatoriální pozice je obsazena přicházejícím ligandem; podle principu mikroskopické vratnosti se musí odcházející ligand také odštěpit z ekvatoriální pozice. Třetí, a tedy poslední, zaujímá trans ligand, takže kineticky výhodným produktem je ten, u kterého se odštěpuje ligand v poloze trans oproti tomu, jenž má nejvýraznější trans efekt.

## Strukturní trans efekt
Strukturní trans efekt lze experimentálně naměřit pomocí rentgenové krystalografie a pozorovat se dá jako prodloužení vazby mezi kovem a ligandem v poloze trans vůči ligandu vykazujícímu trans efekt. Vazba může být u ligandů se silným trans vlivem, jako je hydrid, až o 2 pm delší. Lze též pozorovat cis vliv, který je však slabší než trans. Relativní intenzita cis a trans efektů je závislá na formální elektronové konfiguraci kovového centra; byla přitom navržena vysvětlení založená na atomových orbitalech.